# Hypoptinae
Sous-famille
Les Hypoptinae sont une sous-famille de lépidoptères (papillons) de la famille des Cossidae.

## Taxonomie
La sous-famille des Hypoptinae a été créée en 1894 par les entomologistes Berthold Neumoegen (d) (1845-1895) et Harrison Gray Dyar (1866-1929),.

## Liste des genres
Selon BioLib (30 octobre 2022) :
- Acousmaticus Butler, 1882
- Givira Walker, 1856
- Hypopta Hübner, 1820
- Inguromorpha Edwards, 1888
- Langsdorfia Hübner, 1821